# Sibon sanniolus
Sibon sanniolus är en ormart som beskrevs av Cope 1866. Sibon sanniolus ingår i släktet Sibon och familjen snokar.
Denna orm förekommer på Yucatanhalvön i Mexiko samt i Belize. En avskild population hittades i Guatemala. Arten lever i låglandet upp till 300 meter över havet. Individerna vistas i lövfällande skogar och i skogar med taggiga växter. Honor lägger ägg.
Beståndet hotas regionalt (främst i Guatemala) av skogsröjningar. Hela populationen anses vara stabil. IUCN kategoriserar arten globalt som livskraftig.

## Underarter
Arten delas in i följande underarter:
- S. s. neilli Henderson, Hoevers & Wilson, 1977
- S. s. sanniola (Cope, 1866)